# ジャン＝マイケル・ヴィンセント
ジャン＝マイケル・ヴィンセント（Jan-Michael Vincent、1944年7月15日 - 2019年2月10日）は、アメリカ合衆国の俳優。マイケル・ヴィンセント（Michael Vincent）やマイク・ヴィンセント（Mike Vincent）の芸名で活動していた時期もある。

## 略歴
コロラド州デンバー出身。父はアメリカ陸軍のパイロットで、10代の時に家族でカリフォルニア州ハンフォードへ移った。1967年頃から端役で俳優としての活動を始める。『テキサスの七人』で映画デビュー。
1978年のサーフィン映画『ビッグ・ウェンズデー』に、主人公のマット（ Matt Johnson ）役で出演。この作品は多くの観客に鮮烈な印象を残し、スターの仲間入りを果たす。
アメリカのCBSが1984年から放送を開始したテレビドラマ・シリーズ『Airwolf 』に、主人公のストリングフェロー・ホーク（ Stringfellow Hawke ）として出演。同シリーズは1987年まで続く人気シリーズとなり世界各国でも放送（日本では、日本テレビ系で『超音速攻撃ヘリ エアーウルフ』のタイトルで1986年10月から1987年11月まで放送。その後、主演をバリー・ヴァン・ダイクに変えて続編も放送）され、多くのファンを獲得した。
ヴィンセントの『エアーウルフ』の1話分の出演料は20万ドルとも言われ、当時のアメリカテレビドラマ界で最高金額であったという。
一方、この頃からアルコール依存症とドラッグの問題を抱えるようになり、人気とは裏腹に『エアーウルフ』の後は低予算の映画に細々と出演していたが、1996年の自動車事故によって頸椎と声帯に損傷を負い、役者として致命的なかすれ声になった。
1998年の『バッファロー'66』で注目を浴びたが、再び表舞台に返り咲くことができず、2002年3月公開のインディーズ映画『White Boy』（アメリカでのビデオ版タイトルは『Menace』）を最後に事実上、引退した。
2012年には末梢動脈疾患が原因による右足の感染症で切断を余儀なくされたが感染が収まらず、1か月後更に切断手術を受けた。その後は義足を着用しながらの歩行もできたが、時には車椅子の使用を強いられる事もあった。またヴィンセントは現役時代からの薬物やアルコールの中毒問題を認め、当時でもアルコール依存症であったことも認めている。
2019年2月10日に心不全により74歳で死去していたことが分かった。

## 主な出演作

### 映画
| 公開年 放映年 | 邦題 原題                                                               | 役名                       | 備考                 |
| ------------- | ----------------------------------------------------------------------- | -------------------------- | -------------------- |
| 1968          | テキサスの七人 Journey to Shiloh                                        | Little Bit Lucket          |                      |
| 1969          | 大いなる男たち The Undefeated                                           | バッバ・ウィルクス         |                      |
| 1970          | ソルジャー・パワー/ある兵士の祈り Tribes:The Soldier Who Declared Peace | エイドリアン               | テレビ映画           |
| 1972          | メカニック The Mechanic                                                 | スティーヴ・マッケンナ     |                      |
| 1973          | 史上最大のスーパー・チャンピオン The World's Greatest Athlete           | Nanu                       |                      |
| 1973          | マウンテンジャック Deliver Us from Evil                                 | ニック・フレミング         | テレビ映画           |
| 1975          | 弾丸を噛め Bite the Bullet                                              | カーボ                     |                      |
| 1975          | 爆走トラック'76 White Line Fever                                        | キャロル・ジョー・ハマー   |                      |
| 1976          | 悪霊 Shadow of the Hawk                                                 | マイク                     |                      |
| 1976          | 恐怖の暴力自警団 Vigilante Force                                        | ベン・アーノルド           |                      |
| 1977          | 世界が燃えつきる日 Damnation Alley                                      | タナー                     |                      |
| 1978          | ビッグ・ウェンズデー Big Wednesday                                      | マット・ジョンソン         |                      |
| 1978          | グレートスタントマン Hooper                                             | スキー                     |                      |
| 1980          | アースライト/君は星になった The Return                                  | ウェイン                   |                      |
| 1980          | 摩天楼ブルース Defiance                                                 | トミー                     |                      |
| 1983          | 地獄からの脱出 Last Plane Out                                           | ジャック・コックス         |                      |
| 1984          | エアウルフ Airwolf                                                      | ストリングフェロー・ホーク | テレビ映画           |
| 1987          | アルカトラズ刑務所・暴動大脱獄 Six Against the Rock                     | ミラン・バディ・トンプソン | テレビ映画           |
| 1987          | エネミー・テリトリー Enemy Territory                                    | パーカー                   |                      |
| 1987          | ボーン・イン・イースト・L.A. Born in East L.A.                          | マカリスター               |                      |
| 1989          | デモンストーン Demonstone                                               | アンディ・バック           |                      |
| 1989          | 処刑リスト Hit List                                                     | ジャック・コリンズ         |                      |
| 1989          | ターザン ニューヨークへ行く Tarzan in Manhattan                         | ブライトモア               | テレビ映画           |
| 1989          | ダーティ・ゲーム Dirty Games                                            | ケプラー・ウエスト         |                      |
| 1990          | エイリアンネーター2 Alienator                                           | コマンダー                 |                      |
| 1991          | エイリアン・ウォーズ Xtro II: The Second Encounter                      | ロン・シェパード           |                      |
| 1991          | ハング・ファイヤー Hangfire                                             | ジョンソン                 |                      |
| 1991          | ダークショット Raw Nerve                                                | ブルース・エリス           |                      |
| 1991          | ザ・ファイナルゲーム/盗まれた48時間 The Final Heist                     | デヴィッド・キング         | テレビ映画           |
| 1992          | ラストプラトーン2 Beyond the Call of Duty                               | レン・ジョーダン           |                      |
| 1992          | アニマルインスティンクト/不倫願望ジョアンナ Animal Instincts            | フレッチャー・ロス         | オリジナルビデオ作品 |
| 1993          | ネイビー・フォース/テロリスト壊滅作戦 Deadly Heroes                     | コディ・グラント           |                      |
| 1994          | 禁猟区/誘拐 Abducted II: The Reunion                                    | ブラッド・アレン           |                      |
| 1994          | ザ・サイレンサー MAGNUM357 Codename: Silencer                           | ラインハルト               |                      |
| 1995          | アイスクリームマン Ice Cream Man                                        | ギフォード捜査官           |                      |
| 1998          | バッファロー'66 Buffalo '66                                             | ソニー                     |                      |
| 2000          | The Thundering 8th                                                      | Capt.Otis Buchwald         | テレビ映画           |

### テレビシリーズ
| 放映年      | 邦題 原題                             | 役名                       | 備考                          |
| ----------- | ------------------------------------- | -------------------------- | ----------------------------- |
| 1968-1969   | ボナンザ Bonanza                      | リック・ミラー/エディ      | 2エピソード                   |
| 1971        | 警部ダン・オーガスト Dan August       | ケヴィン・コルター         | 第15話 "Death Chain"          |
| 1971        | ダンディ2 華麗な冒険 The Persuaders!  | ヘリコプターパイロット     | 第2話 "The Gold Napoleon"     |
| 1971        | ガンスモーク Gunsmoke                 | トラヴィス・コルター       | シーズン17 第6話 "The Legend" |
| 1983        | 戦争の嵐 The Winds of War             | バイロン・ヘンリー         | ミニシリーズ                  |
| 1984 - 1986 | 超音速攻撃ヘリ エアーウルフ Airwolf   | ストリングフェロー・ホーク | 55エピソード                  |
| 1994        | 反逆のヒーローレネゲイド Renegade     | マックス                   | シーズン2 第12話 "Hard Rider" |
| 1997        | 刑事ナッシュ・ブリッジス Nash Bridges | ナッシュの兄ロバート       | シーズン3 第8話 "Revelations" |

### テレビCM
- トヨタ自動車 - チェイサー（3代目）
- キリン・シーグラム（現：キリンディスティラリー） - NEWSウイスキー(曲:Billy Field - You'll Call It Love) /NEWSウォッカ
- 麒麟麦酒 - NEWS BEER